# Александровська сільська рада (Мелеузівський район)
Алекса́ндровська сільська рада (рос. Александровский сельский совет) — муніципальне утворення у складі Мелеузівського району Башкортостану, Росія. Адміністративний центр — село Александровка.

## Населення
Населення — 730 осіб (2019, 813 в 2010, 994 в 2002).

## Склад
До складу поселення входять такі населені пункти:
| Населений пункт     | Населення, осіб (2002) | Населення, осіб (2010) |
| ------------------- | ---------------------- | ---------------------- |
| Александровка, село | 604                    | 520                    |
| Андрієвський, хутір | 31                     | 26                     |
| Петровський, хутір  | 9                      | 14                     |
| Хлібодаровка, село  | 350                    | 253                    |